# Hiroya Oku
Hiroya Oku (japanisch 奥 浩哉 Oku Hiroya, * 16. September 1967) ist ein japanischer Mangaka. Er ist Schöpfer verschiedener Manga-Serien.

## Schaffen
Zu Hiroya Okus bekanntesten, auch international veröffentlichten Serien gehören Gantz und Last Hero Inuyashiki, die im Magazin Young Jump erschienen sind und als Anime und Realfilm umgesetzt wurden. Neben diesen wurde auch der Manga Gigant ins Deutsche übersetzt. Alle seine Serien richten sich an Erwachsene. Für Bandai-Namcos Kampfspiel Soulcalibur IV entwarf er eine Spielfigur namens Shura. 
1988 gewann er den zweiten Preis der Youth-Manga-Awards unter dem Pseudonym Yahiro Kuon.

## Bibliografie (Auswahl)
- Hen (1988–1997)
- Zero One (1999–2000)
- Gantz (2000–2013)
- Me-teru no Kimochi (2006–2007)
- Last Hero Inuyashiki (2014–2017)
- Gigant (2017–2021)